# イジー・ラシュカ

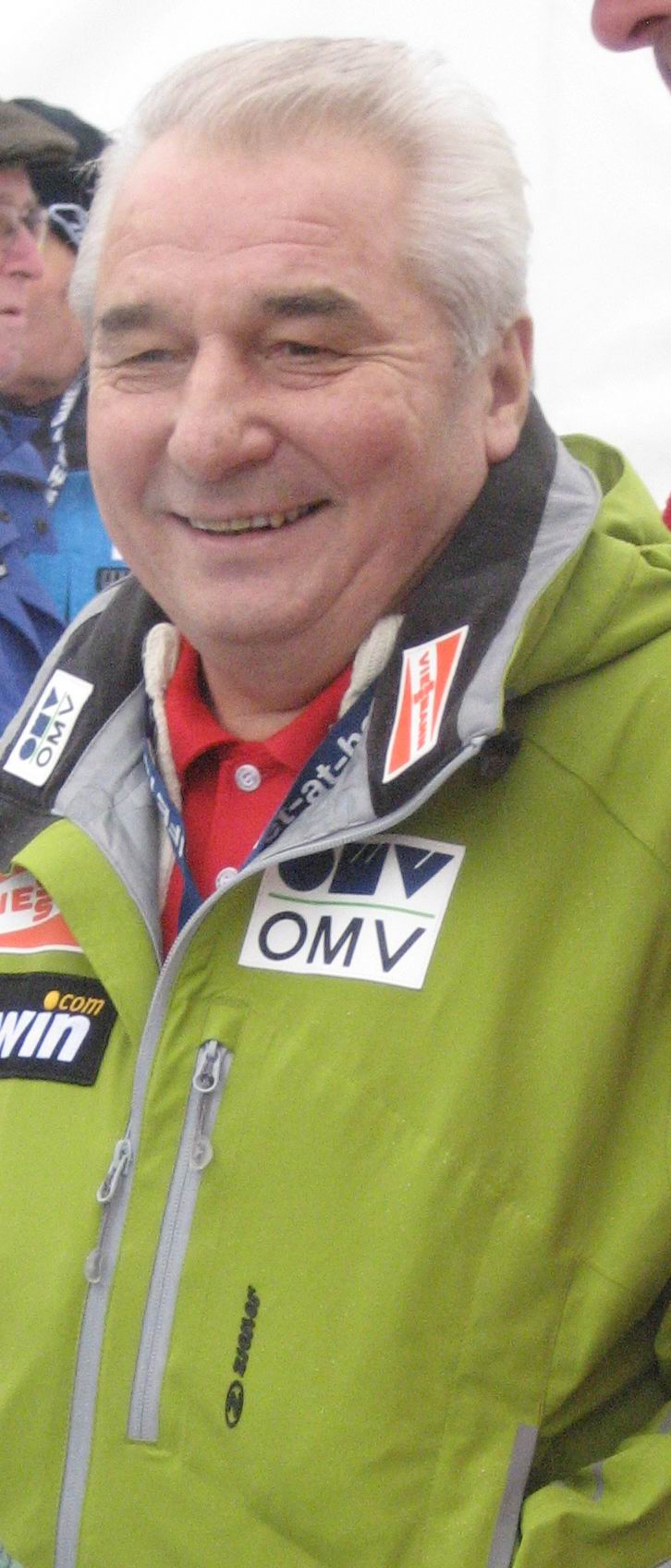
Jiří Raška (2008)

イジー・ラシュカ（Jiří Raška、1941年2月4日 - 2012年1月20日）はチェコ東部フレンシュタート・ポト・ラドホシュチェム出身の元スキージャンプ選手、指導者。1960年代後半から1970年代前半にかけてチェコスロバキア代表として国際試合で活躍した。

## プロフィール
イジー・ラシュカは9歳のとき父を白血病で亡くし、彼を含む4人の兄弟は母親によって育てられた。彼自身はウインタースポーツにはさほど関心を寄せなかったが、スキージャンパーであった叔父といとこに連れられてジャンプを始めた。また、他のスポーツ（サッカー、ハンドボールや自転車競技など）も積極的に取り組んだ。
ラシュカは有望な若手選手として名コーチであるZdeněk Remsaの門下に入ることとなった（同コーチの教え子たちは「Remsa Boys」と呼ばれた）。
兵役のためにキャリアが中断されそうになったときにRemsaコーチは彼を陸軍スポーツクラブDukla Liberecに入れて競技を継続できるよう計らった。
1964年のインスブルックオリンピックに補欠選手として帯同しヨセフ・マトウシュのジャンプを見ることになる。
マトウシュは70m級ジャンプで1本目に首位となり1928年サンモリッツ大会で銅メダルを獲得したルドルフ・プルケルト以来チェコ史上2人目のメダルを獲得するチャンスを得たが、2本目、3本目とも距離を伸ばせず（同大会は3飛躍2採用）、メダルを逃した。
ラシュカは4年後のグルノーブルオリンピックにメダルの有力候補として出場する。
1966年ノルディックスキー世界選手権で70m級、90m級ともに4位、1967/68ジャンプ週間総合2位などの実績を引提げてオリンピックに臨んだ。
ラシュカ自身は5位に入賞できれば上出来と考えていた。
チェコの作家オタ・パヴェルは70m級の1本目のジャンプを評して「無限の沈黙の中の美しいジャンプだった。画家のOta Mašekは我を忘れ、写真家のJarda Skálaは写真を撮るのを忘れ、コーチのRemsaは顔にかかる雪を拭うこともせず、騒いでいたノルウェーのビョルン・ヴィルコラも騒ぐのをやめた」
ラシュカは79mを飛んだ。飛距離ではオーストリアのバルダー・プライムルに1m及ばなかったが、その飛型の美しさで1本目をリードした。2本目は72.5mに留まったが僅差で優勝、ラシュカはチェコ史上初の冬季オリンピック金メダリストとなった。
90m級ではソ連のブラディミール・ベロソフについで銀メダルを獲得した。このシーズンは合計6勝をあげた。
1969年にわずか1日だけ世界記録保持者となった。プラニツァの新装成ったフライング台で、前日にライバルのヴィルコラが記録した162mを更新する164mを飛んだ、しかし翌日に東ドイツのマンフレート・ウォルフが165mであっさり更新した。
1970年、地元チェコスロバキアのビソケ・タトリで行われたノルディックスキー世界選手権には10万人の観衆が彼のジャンプを見るために集まった。この大会で70m級8位、90m級で銀メダルを獲得した。
1970/71シーズンのジャンプ週間で総合優勝。
1972年は札幌オリンピックの70m級で5位、90m級10位、また創設されて初めてのスキーフライング世界選手権では銅メダルを獲得した。
1974年にコーチ兼任となったが、「ジュニア選手に敗れたらすぐに現役を引退することに決めていた。」と新聞（Hospodářské noviny）に語った。
1976年、フランチシェック・ノバクに敗れて現役を引退した。
1994～1996年チェコの代表コーチを務め、1990年代には、チェコスキー連盟副会長で代表補佐でもあった。連盟の世論調査において、彼は「20世紀を代表するチェコのスキーヤー」に選ばれた。
チェコ代表のスキージャンパーヤン・マゾフ、イジー・マゾフ兄弟は孫である。
2012年1月20日、病気のためにノビイチンの病院にて永眠。70歳没。